# Martin Dooling
Martin Thomas Dooling est un joueur américain de soccer né le 18 décembre 1886 à Alton et mort le 21 août 1966 à Saint-Louis.

## Biographie
Avec l'équipe locale de Saint-Louis la St. Rose Parish, il participe au tournoi olympique de football de 1904. L'équipe remporte la médaille de bronze à l'issue du tournoi. 
En dehors de sa carrière sportive, Dooling travaille toute sa vie comme agent général pour la société American Refrigerator Transit Co.